# Lorenzo de Palacio y Gorbea
Lorenzo de Palacio y Gorbea (también encontrado bajo la grafía alternativa Gorvea) fue un comerciante de giro español, considerado uno de los máximos exponentes comerciales de finales del siglo XVIII y principios del siglo XIX.
Nacido en Madrid, de ascendencia alavesa, contrajo matrimonio en 1788 en Ayala (Álava) con Mª Francisca Barruchi Soxo y, en 1798, en segundas nupcias, con Vicenta Musitu Zalvide-Goitia en Escoriaza (Guipúzcoa), en la Parroquia de San Pedro Apóstol.
En Madrid, Palacio y Gorbea desarrolla su actividad profesional como comerciante de giro, estableciendo lazos comerciales con el resto de España, América, Italia y otros lugares. 
Durante la Guerra de la Independencia Española, Palacio y Gorbea se convierte en uno de los acreedores del nuevo Rey José I Bonaparte, a quien presta un monto de 16.000 reales, como parte del préstamo forzado de cinco millones de reales que el nuevo rey impone por real decreto de 22 de septiembre de 1810 a varios destacados capitalistas madrileños para sufragar los costos de la guerra, episodio que se repite en 1812 con el préstamo de otros 13.000.
Prototipo de capitalista de principios del siglo XIX, continúa la labor comercial que desempeñara su tío bajo la compañía Francisco Gorbea y sobrinos. Palacio y Gorbea ilustra, pues, a la perfección, el cambio de paradigma comercial que acontece en España durante la transición entre el Antiguo Régimen y el sistema liberal, culminando el paso de las compañías mercantiles familiares a las nuevas compañías liberales.